# Cellule de Thoma
La cellule de Thoma est un hématimètre qui permet de compter le nombre de cellules en suspension dans une solution. Adaptée depuis la cellule de Neubauer, la cellule de Thoma conserve le grand carré central de cette dernière. La surface de chaque carré est de 0,002 5 mm2 chacun. La cellule de Thoma est principalement utilisée pour le dénombrement des érythrocytes et des thrombocytes. 